# Ajuntament de la Pobla de Cérvoles
L'Ajuntament de la Pobla de Cérvoles és la casa consistorial de la Pobla de Cérvoles (Garrigues), una obra inclosa a l'Inventari del Patrimoni Arquitectònic de Catalunya.

## Descripció
És un antic molí de la societat datat del 1870, avui restaurat. Té una planta força allargada, la zona dedicada al museu de l'oli és la que dona a la plaça de St. Miquel i l'ajuntament, al carrer Fossar. Està fet a base de pedres irregulars d'una mida mitjana, sense desbastar i que s'han deixat vistes. Té una sola planta; i la coberta és inclinada i de teula àrab. A finals dels anys noranta Daniel Gelabert restaurà l'edifici i es reconvertí en ajuntament des del 1990 i una part passà a ser el museu de l'oli des del 1997-98.